# فريد منصور
فريد منصور 1929 – 2010 م كان نحات ورسام لبناني.

## سيرة شخصية
ولد فريد في 1929 في بيروت، والتحق بالأكاديمية اللبنانية للفنون الجميلة (ألبا) في عام 1946، قام بتوجيهه الفنان الإيطالي فرناندو مانيتي  بين عامي 1946 و1949.
هاجر منصور إلى ليبيريا لعدة سنوات، ومن ثم عاد إلى وطنه في منتصف عام 1950 لمواصلة مسيرته الفنية.
في 1961 قام مانيتي بدعوة وتشجيع منصور، حيث سافر إلى مدينة مانيتي في سان جيمينيانو في إيطاليا، وواصل دراسته حتى عام 1963.
في عام 1964 التحق بمدرسة Ecole Universelle في باريس لمدة عام، ثم عاد إلى لبنان مرة أخرى،  وفي 1969 سافر إلى لندن والتحق في مدرسة سيتي آند غيلدز في لندن للفنون ، واكتسب مهارات إضافية في النحت والرسم، وأثناء إقامته في لندن كان لديه دروس خاصة وتم تخصيص مساحة عمل خاصة به في الفرعونية وفي القسم اليوناني الروماني في المتحف البريطاني  بين عامي 1974 و 1976، وفي أواخر 1976 عمل نحاتًا في مدام توسو  وشارك في صنع العديد من التماثيل.
في عام 1977 حصل على الجنسية البريطانية، ومع ذلك قرر عدم الاستمرار في الإجراءات خوفًا من أن تؤدي الحرب التي اندلعت في وطنه إلى اضطراب سياسي وجغرافي شديد،  عاد مرة أخرى إلى وطنه للمشاركة بطريقته الخاصة في التغيرات الاجتماعية والسياسية الجذرية التي تحدث.
لم يغادر بيروت خلال الحرب اللبنانية متحملاً مختلف مراحلها وأحداثها بما في ذلك التفجيرات والقصف،  أثرت الحرب اللبنانية وأحداثها المأساوية والقضايا الإنسانية والمعضلات الناجمة عنها كثيراً في أعماله الفنية، وأصبح حينها يجسد العديد من أعماله الفنية بالحاجة إلى التغيير نحو مستقبل أفضل والحرية والمساواة.
قام منصور بتدريس الفنون والرسم في الجامعة اللبنانية وشارك في العديد من الفعاليات والمعارض الثقافية.
بالإضافة إلى كونه فنانًا، كان أيضًا رسام كاريكاتير وشاعر وناقد وكاتب نشر في العديد من المجلات اللبنانية والعربية مثل: السفير والأنوار والنداء والنبأ والشراع والعربية والأزمينية العربية والخليجية.

## وفاته
توفي فريد في بيروت في 2010 عن عمر يناهز 81 عامًا، وترك وراءه تراثًا فنيًا،  يتراوح بين مدارس الرسم المختلفة من الكلاسيكية إلى الحديثة إلى التجريدية، كما ترك وراءه العديد من المنحوتات للمواضيع والتقنيات المختلفة.
ظهر فريد منصور في قاموس Benezit للفنانين - Oxford Art Online، وفي أكتوبر 2018 تم بث فيلم وثائقي عن منصور في السلسلة 5 De Pic - Farid Mansour على المحطة التلفزيونية الرسمية اللبنانية.

## أعمال فنية
- لحظات قبل الشنق.
- سميرة، زيت على قماش 50 × 40 - 1983.

* أديب - ألوان مائية 15x20 سم.

## المعارض
شارك فريد في العديد من المعارض الفردية:
- 1962 - القاعة الغربية، الجامعة الأمريكية في بيروت
- 1967 - المركز الثقافي السوفيتي - بيروت
- 1980 - قاعة بلدية الشويفات - الشويفات، لبنان
- 1980 - رأس المتن - رأس المتن، لبنان
- 1980 - خريجو الاتحاد السوفيتي - وزارة السياحة، قاعة الزجاج
- 1988 - المركز الثقافي السوفيتي - بيروت
- 2006 - جمعية الفنانين اللبنانيين مع الفنانين عدنان المصري ومفيد زيتوني

شارك أيضًا في العديد من المعارض الوطنية منذ عام 1959:
- متحف سرسوك - بيروت
- قاعة اليونسكو - بيروت
- وزارة السياحة - بيروت
- قلعة بيت الدين - بيت الدين
- الجامعة اللبنانية - بيروت
- المركز الثقافي السوفيتي - بيروت

على المستوى الدولي، شارك باستمرار في المعارض مثل: * 1971 - 1976 غاليري مول في لندن 
- 1983 - معرض التراث، نيويورك
- 1987 - معهد الموند العربي، باريس
- 1988 - المتحف الوطني، دمشق
- 1989 - مركز باربيكان، لندن [11]